# Gjuljovtsa
Gjulovtsa (bulgariska: Гюльовца) är ett distrikt i Bulgarien.   Det ligger i kommunen Nesebăr och regionen Burgas, i den östra delen av landet, 300 km öster om huvudstaden Sofia.
Trakten runt Gjulovtsa består till största delen av jordbruksmark. Runt Gjulovtsa är det ganska tätbefolkat, med 52 invånare per kvadratkilometer.